# Nils Adlercreutz
Nils August Domingo Adlercreutz (Brunneby, Motala, Östergötland, 8 de juliol de 1866 - Estocolm, 27 de setembre de 1955) va ser un militar i genet suec que va competir a començaments del segle xx. Era pare del també genet Gregor Adlercreutz.
Adlercreutz nasqué a Brunneby al municipi de Motala, i era fill del tinent Nikolas Adlercreutz i la comtessa Augusta (nascuda Gyldenstolpe). El 1890 arribà a segon tinent i el 1896 a tinent. Adlercreutz va servir com a intendent de regiment entre 1904 i 1906 i professor de l'escola d'equitació de Strömsholm entre 1906 i 1908. El mateix any va ser ascendit a ryttmästare. Adlercreutz va ser agregat militar a Berlín entre 1912 i 1918 i fou major al Scanian Dragoon Regiment (K 6) el 1914.
Fou ascendit a tinent coronel el 1917 i a coronel el 1918, a la vegada que era nomenat oficial de comandament del Regiment Hússar de Småland (K 4) el 1918. Posteriorment va ser comandant del Regiment Dragoon d'Escània entre 1921 i 1927. Es va retirar de l'exèrcit l'any següent.
El 1912 va prendre part en els Jocs Olímpics d'Estocolm, on va guanyar la medalla d'or en la prova del concurs per equips del programa d'hípica, formant equip amb Axel Nordlander, Ernst Casparsson i Henric Horn af Åminne, amb el cavall Atout. En el concurs individual fou quart i en salts d'obstacles sisè, amb el cavall Ilex.
Durant la seva vida va rebre nombroses condecoracions i reconeixements, com Comandant de primera classe de l'Orde de l'Espasa, cavaller de l'Orde de Vasa, la Creu Militar de Bèlgica o la Segona Classe de la Creu de Ferro.